# Temporada da WTA de 2022
A temporada da WTA de 2022 foi o circuito feminino das tenistas profissionais de elite para o ano em questão. A Associação de Tênis Feminino (WTA) organiza a maioria dos eventos – os WTA 1000, os WTA 500, os WTA 250 e o de fim de temporada (WTA Finals), enquanto que a Federação Internacional de Tênis (ITF) tem os torneios do Grand Slam e a Copa Billie Jean King.
Em 1º de dezembro de 2021, o presidente da WTA, Steve Simon, anunciou que todos os torneios programados para a China e Hong Kong estavam suspensos a partir de 2022, devido a preocupações com a segurança e o bem-estar da tenista Peng Shuai, após alegações dela de abuso sexual contra o ex-vice-primeiro-ministro chinês Zhang Gaoli.
Como parte da reação do esporte internacional à invasão da Ucrânia pela Rússia, a WTA, a ATP (Associação de Profissionais de Tênis), a ITF (Federação Internacional de Tênis) e os quatro torneios do Grand Slam anunciaram conjuntamente medidas contra Rússia e Bielorrússia:
- Torneios cancelados (no caso, o WTA de Moscou, em outubro) - embora o calendário completo ainda não tivesse sido divulgado;
- As jogadoras podem competir em eventos individuais, mas sob bandeira neutra. As bandeiras nacionais foram removidas do gerador de caracteres das transmissões televisivas a partir de 28 de fevereiro;[4][nota 1]
- As equipes nacionais foram excluídas da Copa Billie Jean King, o que gerou movimentações relevantes: classificação direta da Austrália (em substituição à defensora do título, a Rússia) e da Bélgica (que enfrentaria a Bielorrússia no qualificatório) para o Finals.[5]

Adicionalmente, o All England Lawn Tennis and Croquet Club (AELTC) proibiu a participação de tenistas desses países no Torneio de Wimbledon de 2022.
A ucraniana Elina Svitolina ameaçou não entrar em quadra se providências não fossem tomadas - no caso, a respeito das bandeiras. Coincidentemente, seu próximo jogo seria contra a russa Anastasia Potapova, pela 1ª fase do WTA de Monterrey. Sua demanda foi atendida.
Em 3 de março, foi anunciada a assinatura de um contrato de múltiplos anos entre a Hologic, especialista em tecnologia e diagnósticos médicos, e a WTA. É o primeiro patrocinador do circuito desde a Sony Ericsson, em 2010. Segundo o New York Times, a posição da Associação em relação ao caso Peng Shuai foi importante para que a companhia fechasse o acordo.

## Transmissão
Esta é a lista de países e canais designados a transmitir os torneios organizados pela WTA durante a temporada em questão:
Países lusófonos

| País(es) | Canal(is)     |
| -------- | ------------- |
| Brasil   | ESPN Star+    |
| Portugal | Eleven Sports |

Resto do mundo
| País(es)                                                                                                 | Canal(is)                         |
| Países avulsos                                                                                           |                                   |
| --- | --------------------------------- |
| internet (mundialmente)                                                                                  | WTA TV                            |
| Américas                                                                                                 |                                   |
| Canadá                                                                                                   | DAZN TSN TVA Sports [en]          |
| Ásia |                                   |
| China | iQIYI                             |
| Filipinas                                                                                                | TAP DMV [en]                      |
| Geórgia                                                                                                  | Ajara TV [en] Silknet [en]        |
| Hong Kong                                                                                                | Now TV [en]                       |
| Indonésia                                                                                                | Emtek [en]                        |
| Japão | DAZN                              |
| Singapura                                                                                                | StarHub                           |
| Tailândia                                                                                                | TrueVisions [en]                  |
| Taiwan                                                                                                   | Sportcast                         |
| Turquia                                                                                                  | beIN Sports                       |
| Europa                                                                                                   |                                   |
| Bélgica                                                                                                  | Telenet                           |
| Bielorrússia                                                                                             | Belarus TV                        |
| Bulgária                                                                                                 | Bulsatcom                         |
| Chéquia                                                                                                  | O2 [en]                           |
| Dinamarca                                                                                                | TV 2                              |
| Eslováquia                                                                                               | RTVS [en]                         |
| Espanha                                                                                                  | DAZN TV3 TVE                      |
| Estónia                                                                                                  | Setanta Sports [en] Telia TV [en] |
| Finlândia                                                                                                | C More [en] MTV3                  |
| Hungria                                                                                                  | Digi Sport Hungria [en]           |
| Países Baixos                                                                                            | Tennis Channel Ziggo Sport [en]   |
| Polónia                                                                                                  | Canal+                            |
| Roménia                                                                                                  | Digi Sport Romênia [en]           |
| Rússia                                                                                                   | Okko Sports [ru]                  |
| Suécia                                                                                                   | C More [en] TV4                   |
| Suíça | SRG SSR Tennis Channel            |
| Oceania                                                                                                  |                                   |
| Austrália                                                                                                | beIN Sports                       |
| Nova Zelândia                                                                                            | Spark TV [en]                     |
| Regiões                                                                                                  |                                   |
| África subsaariana                                                                                       | SuperSport                        |
| América Central América do Sul                                                                           | ESPN (América Latina)             |
| Caribe                                                                                                   | SportsMax [es]                    |
| Agrupamentos                                                                                             |                                   |
| Américas                                                                                                 |                                   |
| Estados Unidos · Porto Rico                                                                              | Tennis Channel                    |
| Ásia |                                   |
| Arménia · Azerbaijão · Cazaquistão · Quirguistão · Tajiquistão · Turquemenistão · Uzbequistão            | Setanta Sports [en]               |
| Brunei · Malásia                                                                                         | Astro [en]                        |
| Europa                                                                                                   |                                   |
| Albânia · Bósnia e Herzegovina · Croácia · Eslovénia · Kosovo · Macedónia do Norte · Montenegro · Sérvia | Sport Klub [en]                   |
| Alemanha · Áustria                                                                                       | Tennis Channel                    |
| Chipre · Grécia                                                                                          | Nova Sports [en]                  |
| França · Mónaco                                                                                          | beIN Sports                       |
| Irlanda · Reino Unido                                                                                    | Prime Video                       |
| Itália · San Marino · Vaticano                                                                           | SuperTennis                       |
| Letónia · Lituânia · Moldávia · Ucrânia                                                                  | Setanta Sports [en]               |

## Calendário

### Países
| Torneios | País(es) | País(es)                                                                                  |
| -------- | --- | ----------------------------------------------------------------------------------------- |
| 10       | Estados Unidos                                                                                              | Estados Unidos                                                                            |
| 6        | Austrália                                                                                                   | Austrália                                                                                 |
| 5        | Grã-Bretanha                                                                                                | Grã-Bretanha                                                                              |
| 4        | Alemanha | Alemanha                                                                                  |
| 3        | França · Itália                                                                                             | México                                                                                    |
| 2        | Canadá | Chéquia                                                                                   |
| 1        | Catar · Colômbia · Coreia do Sul · Emirados Árabes Unidos · Eslovénia · Espanha · Estónia · Hungria · Índia | Japão · Marrocos · Países Baixos · Polónia · Roménia · Rússia · Suíça · Tunísia · Turquia |

### Mudanças
- Torneio(s):
  - Debutantes: Adelaide (250), Chenai, Colônia (depois cancelado), Granby, Guadalajara 2 (WTA 1000), Melbourne (WTA 250) x2, Monastir e Talin;
  - Extintos: Abu Dhabi, Belgrado, Charleston 2, Chicago (1 e 2), Cluj-Napoca 2, Courmayeur, Gdynia, Luxemburgo, Nur-Sultan, Parma, Portorož e Tenerife;
  - Cancelados: Auckland, Colônia, Hobart, Linz, Melbourne (WTA 500) x3, Moscou, Osaka e Shenzhen;
  - Retomados: Osaka (depois cancelado), Rabat, 's-Hertogenbosch, San Diego, Seul, Sydney, Tóquio, Varsóvia e Washington;
  - Transferidos: Finals (Guadalajara para Fort Worth), Gdynia para Varsóvia.

- Movimentações de rotina:
  - Cidade: Montreal para Toronto (troca anual entre ATP e WTA);
  - Categoria: Doha (WTA 500 para WTA 1000) e Dubai (WTA 1000 para WTA 500);
  - Sai: Tênis nos Jogos Olímpicos.

### Mês a mês

#### Legenda
Abaixo estão exemplos, com explicações usando o elemento dica de contexto. Basta passar o cursor sobre cada linha pontilhada para lê-las.
| Semana de                   | Torneio                                                                                        | Campeã(s)(o/ões)            | Vice-campeã(s)(o/ões)     | Resultado            |
| --------------------------- | ---------------------------------------------------------------------------------------------- | --------------------------- | ------------------------- | -------------------- |
| 16 de janeiro 23 de janeiro | Australian Open · Melbourne, Austrália · Grand Slam · A$ 12.176.550 – duro – 128S•96Q•64D•32DM | jogador(a) 1                | jogador(a) 2              | 7–61, 4–6, 7–6(10–6) |
| 16 de janeiro 23 de janeiro | Australian Open · Melbourne, Austrália · Grand Slam · A$ 12.176.550 – duro – 128S•96Q•64D•32DM | jogador(a) 3 · jogador(a) 4 | jogador(a) 5 jogador(a) 6 | 4–6, 6–4, [11–9]     |
| 16 de janeiro 23 de janeiro | Australian Open · Melbourne, Austrália · Grand Slam · A$ 12.176.550 – duro – 128S•96Q•64D•32DM | jogadora 7 jogador 8        | jogadora 9 jogador 10     | 6–2, 4–6, [10–3]     |

| Casos excepcionais | Premiação               | Grand Slam | Grand Slam | Grand Slam |
| Casos excepcionais | Premiação               | Variável   |            |            |
| Casos excepcionais | Número de participantes | QD         | E          |            |
| Casos excepcionais | Ordenação dos torneios  |            |            |            |

| Ícones | Clicável      |                                        |                                           |
| Ícones | Clicável      | edição do torneio                      |                                           |
| Ícones | Não-clicáveis |                                        | primeiro título conquistado na modalidade |
| Ícones | Não-clicáveis | o(a) jogador(a)/país defendeu o título |                                           |

#### Janeiro
| Semana de                   | Torneio                                                                                   | Campeã(s)(o/ões)                      | Vice-campeã(s)(o/ões)                 | Resultado                |
| --------------------------- | ----------------------------------------------------------------------------------------- | ------------------------------------- | ------------------------------------- | ------------------------ |
| 3 de janeiro                | Adelaide International 1 Adelaide, Austrália WTA 500 US$ 703.580 – duro – 30S•24Q•16D     | Ashleigh Barty                        | Elena Rybakina                        | 6–3, 6–2                 |
| 3 de janeiro                | Adelaide International 1 Adelaide, Austrália WTA 500 US$ 703.580 – duro – 30S•24Q•16D     | Ashleigh Barty Storm Sanders          | Darija Jurak Schreiber Andreja Klepač | 6–1, 6–4                 |
| 3 de janeiro                | Melbourne Summer Set 1 Melbourne, Austrália WTA 250 US$ 239.477 – duro – 32S•24Q•16D      | Simona Halep                          | Veronika Kudermetova                  | 6–2, 6–3                 |
| 3 de janeiro                | Melbourne Summer Set 1 Melbourne, Austrália WTA 250 US$ 239.477 – duro – 32S•24Q•16D      | Asia Muhammad · Jessica Pegula        | Sara Errani Jasmine Paolini           | 6–3, 6–1                 |
| 3 de janeiro                | Melbourne Summer Set 2 Melbourne, Austrália WTA 250 US$ 239.477 – duro – 32S•24Q•16D      | Amanda Anisimova                      | Aliaksandra Sasnovich                 | 7–5, 1–6, 6–4            |
| 3 de janeiro                | Melbourne Summer Set 2 Melbourne, Austrália WTA 250 US$ 239.477 – duro – 32S•24Q•16D      | Bernarda Pera · Kateřina Siniaková    | Tereza Martincová Mayar Sherif        | 6–2, 76–7, [10–5]        |
| 10 de janeiro               | Sydney Tennis Classic Sydney, Austrália WTA 500 US$ 703.580 – duro – 30S•24Q•16D          | Paula Badosa                          | Barbora Krejčíková                    | 6–3, 4–6, 7–64           |
| 10 de janeiro               | Sydney Tennis Classic Sydney, Austrália WTA 500 US$ 703.580 – duro – 30S•24Q•16D          | Anna Danilina Beatriz Haddad Maia     | Vivian Heisen Panna Udvardy           | 4–6, 7–5, [10–8]         |
| 10 de janeiro               | Adelaide International 2 Adelaide, Austrália WTA 250 US$ 239.477 – duro – 32S•24Q•16D     | Madison Keys                          | Alison Riske                          | 6–1, 6–2                 |
| 10 de janeiro               | Adelaide International 2 Adelaide, Austrália WTA 250 US$ 239.477 – duro – 32S•24Q•16D     | Eri Hozumi Makoto Ninomiya            | Tereza Martincová Markéta Vondroušová | 1–6, 7–64, [10–7]        |
| 17 de janeiro 24 de janeiro | Australian Open Melbourne, Austrália Grand Slam A$ 34.102.075 – duro – 128S•128Q•64D•32DM | Ashleigh Barty                        | Danielle Collins                      | 6–3, 7–62                |
| 17 de janeiro 24 de janeiro | Australian Open Melbourne, Austrália Grand Slam A$ 34.102.075 – duro – 128S•128Q•64D•32DM | Barbora Krejčíková Kateřina Siniaková | Anna Danilina Beatriz Haddad Maia     | 36–7, 6–4, 6–4           |
| 17 de janeiro 24 de janeiro | Australian Open Melbourne, Austrália Grand Slam A$ 34.102.075 – duro – 128S•128Q•64D•32DM | Kristina Mladenovic Ivan Dodig        | Jaimee Fourlis Jason Kubler           | 6–3, 6–4                 |
| 31 de janeiro               | sem torneios programados                                                                  | sem torneios programados              | sem torneios programados              | sem torneios programados |

#### Fevereiro
| Semana de       | Torneio | Campeã(s)                               | Vice-campeã(s)                     | Resultado         |
| --------------- | --- | --------------------------------------- | ---------------------------------- | ----------------- |
| 7 de fevereiro  | St. Petersburg Ladies Trophy São Petersburgo, Rússia WTA 500 US$ 768.680 – duro (coberto) – 32S•32Q•16D     | Anett Kontaveit                         | Maria Sakkari                      | 5–7, 7–64, 7–5    |
| 7 de fevereiro  | St. Petersburg Ladies Trophy São Petersburgo, Rússia WTA 500 US$ 768.680 – duro (coberto) – 32S•32Q•16D     | Anna Kalinskaya Catherine McNally       | Alicja Rosolska Erin Routliffe     | 6–3, 56–7, [10–4] |
| 14 de fevereiro | Dubai Duty Free Tennis Championships Dubai, Emirados Árabes Unidos WTA 500 US$ 768.680 – duro – 32S•48Q•16D | Jeļena Ostapenko                        | Veronika Kudermetova               | 6–0, 6–4          |
| 14 de fevereiro | Dubai Duty Free Tennis Championships Dubai, Emirados Árabes Unidos WTA 500 US$ 768.680 – duro – 32S•48Q•16D | Veronika Kudermetova Elise Mertens      | Lyudmyla Kichenok Jeļena Ostapenko | 6–1, 6–3          |
| 21 de fevereiro | Qatar TotalEnergies Open Doha, Catar WTA 1000 US$ 2.632.448 – duro – 48S•32Q•28D                            | Iga Świątek                             | Anett Kontaveit                    | 6–2, 6–0          |
| 21 de fevereiro | Qatar TotalEnergies Open Doha, Catar WTA 1000 US$ 2.632.448 – duro – 48S•32Q•28D                            | Cori Gauff Jessica Pegula               | Veronika Kudermetova Elise Mertens | 3–6, 7–5, [10–5]  |
| 21 de fevereiro | Abierto Akron Zapopan Guadalajara, México WTA 250 US$ 262.727 – duro – 32S•24Q•16D                          | Sloane Stephens                         | Marie Bouzková                     | 7–5, 1–6, 6–2     |
| 21 de fevereiro | Abierto Akron Zapopan Guadalajara, México WTA 250 US$ 262.727 – duro – 32S•24Q•16D                          | Kaitlyn Christian · Lidziya Marozava    | Wang Xinyu Zhu Lin                 | 7–5, 6–3          |
| 28 de fevereiro | Open 6ème Sens Métropole de Lyon Lyon, França WTA 250 € 193.127 – duro (coberto) – 32S•24Q•16D              | Zhang Shuai                             | Dayana Yastremska                  | 3–6, 6–3, 6–4     |
| 28 de fevereiro | Open 6ème Sens Métropole de Lyon Lyon, França WTA 250 € 193.127 – duro (coberto) – 32S•24Q•16D              | Laura Siegemund Vera Zvonareva          | Alicia Barnett Olivia Nicholls     | 7–5, 6–1          |
| 28 de fevereiro | Abierto GNP Seguros Monterrey, México WTA 250 US$ 276.750 – duro – 32S•24Q•16D                              | Leylah Fernandez                        | Camila Osorio                      | 56–7, 6–4, 7–63   |
| 28 de fevereiro | Abierto GNP Seguros Monterrey, México WTA 250 US$ 276.750 – duro – 32S•24Q•16D                              | Catherine Harrison · Sabrina Santamaria | Han Xinyun Yana Sizikova           | 1–6, 7–5, [10–6]  |

#### Março
| Semana de               | Torneio                                                                                   | Campeã(s)                      | Vice-campeã(s)                     | Resultado |
| ----------------------- | ----------------------------------------------------------------------------------------- | ------------------------------ | ---------------------------------- | --------- |
| 7 de março 14 de março  | BNP Paribas Open Indian Wells, Estados Unidos WTA 1000 US$ 8.584.055 – duro – 96S•48Q•32D | Iga Świątek                    | Maria Sakkari                      | 6–4, 6–1  |
| 7 de março 14 de março  | BNP Paribas Open Indian Wells, Estados Unidos WTA 1000 US$ 8.584.055 – duro – 96S•48Q•32D | Xu Yifan Yang Zhaoxuan         | Asia Muhammad Ena Shibahara        | 7–5, 7–64 |
| 21 de março 28 de março | Miami Open Miami, Estados Unidos WTA 1000 US$ 8.584.055 – duro – 96S•48Q•32D              | Iga Świątek                    | Naomi Osaka                        | 6–4, 6–0  |
| 21 de março 28 de março | Miami Open Miami, Estados Unidos WTA 1000 US$ 8.584.055 – duro – 96S•48Q•32D              | Laura Siegemund Vera Zvonareva | Veronika Kudermetova Elise Mertens | 7–63, 7–5 |

#### Abril
| Semana de             | Torneio | Campeã(s)                                                                                | Vice-campeã(s)                                                                                  | Resultado                |
| --------------------- | --- | ---------------------------------------------------------------------------------------- | ----------------------------------------------------------------------------------------------- | ------------------------ |
| 4 de abril            | Credit One Charleston Open Charleston, Estados Unidos WTA 500 US$ 899.500 – saibro (verde) – 56S•32Q•16D | Belinda Bencic                                                                           | Ons Jabeur                                                                                      | 6–1, 5–7, 6–4            |
| 4 de abril            | Credit One Charleston Open Charleston, Estados Unidos WTA 500 US$ 899.500 – saibro (verde) – 56S•32Q•16D | Andreja Klepač · Magda Linette                                                           | Lucie Hradecká Sania Mirza                                                                      | 6–2, 4–6, [10–7]         |
| 4 de abril            | Copa Colsanitas Bogotá, Colômbia WTA 250 US$ 251.750 – saibro – 32S•24Q•16D | Tatjana Maria                                                                            | Laura Pigossi                                                                                   | 6–3, 4–6, 6–2            |
| 4 de abril            | Copa Colsanitas Bogotá, Colômbia WTA 250 US$ 251.750 – saibro – 32S•24Q•16D | Astra Sharma · Aldila Sutjiadi                                                           | Emina Bektas Tara Moore                                                                         | 4–6, 6–4, [11–9]         |
| 11 de abril           | Copa Billie Jean King: qualificatório Alghero, Itália – duro Asheville , Estados Unidos – duro (coberto) Praga, Tchéquia – saibro Antália, Turquia Nur-Sultan, Cazaquistão - saibro (coberto) Vancouver, Canadá - duro (coberto) 's-Hertogenbosch, Países Baixos - saibro (c) Radom, Polônia - duro (coberto) Competição de longa duração entre países | · Itália · Estados Unidos · Chéquia · Bélgica · Cazaquistão · Canadá · Espanha · Polónia | · França · Ucrânia · Grã-Bretanha · Bielorrússia · Alemanha · Letónia · Países Baixos · Roménia | 3–1 3–2 w.o. 3–1 4–0 4–0 |
| 18 de abril           | Porsche Tennis Grand Prix Stuttgart, Alemanha WTA 500 € 611.210 – saibro (coberto) – 28S•16Q•16D | Iga Świątek                                                                              | Aryna Sabalenka                                                                                 | 6–2, 6–2                 |
| 18 de abril           | Porsche Tennis Grand Prix Stuttgart, Alemanha WTA 500 € 611.210 – saibro (coberto) – 28S•16Q•16D | Desirae Krawczyk Demi Schuurs                                                            | Coco Gauff Zhang Shuai                                                                          | 6–3, 6–4                 |
| 18 de abril           | TEB BNP Paribas Tennis Championship Istanbul Istambul, Turquia WTA 250 US$ 239.477 – saibro – 32S•24Q•16D | Anastasia Potapova                                                                       | Veronika Kudermetova                                                                            | 6–3, 6–1                 |
| 18 de abril           | TEB BNP Paribas Tennis Championship Istanbul Istambul, Turquia WTA 250 US$ 239.477 – saibro – 32S•24Q•16D | Marie Bouzková Sara Sorribes Tormo                                                       | Natela Dzalamidze Kamilla Rakhimova                                                             | 6–3, 6–4                 |
| 25 de abril 2 de maio | Mutua Madrid Open Madri, Espanha WTA 1000 € 6.575.560 – saibro – 64S•48Q•30D | Ons Jabeur                                                                               | Jessica Pegula                                                                                  | 7–5, 0–6, 6–2            |
| 25 de abril 2 de maio | Mutua Madrid Open Madri, Espanha WTA 1000 € 6.575.560 – saibro – 64S•48Q•30D | Gabriela Dabrowski Giuliana Olmos                                                        | Desirae Krawczyk Demi Schuurs                                                                   | 7–61, 5–7, [10–7]        |

#### Maio
| Semana de             | Torneio                                                                                             | Campeã(s)(o/ões)                              | Vice-campeã(s)(o/ões)             | Resultado                  |
| --------------------- | --------------------------------------------------------------------------------------------------- | --------------------------------------------- | --------------------------------- | -------------------------- |
| 9 de maio             | Internazionali BNL d'Italia Roma, Itália WTA 1000 € 2.527.250 – saibro – 56S•32Q•28D                | Iga Świątek                                   | Ons Jabeur                        | 6–2, 6–2                   |
| 9 de maio             | Internazionali BNL d'Italia Roma, Itália WTA 1000 € 2.527.250 – saibro – 56S•32Q•28D                | Veronika Kudermetova Anastasia Pavlyuchenkova | Gabriela Dabrowski Giuliana Olmos | 1–6, 6–4, [10–7]           |
| 16 de maio            | Cologne Open Colônia, Alemanha WTA 250 US$ – saibro – 28S•32Q•16D                                   | Cancelado antes da estreia                    | Cancelado antes da estreia        | Cancelado antes da estreia |
| 16 de maio            | Internationaux de Strasbourg Estrasburgo, França WTA 250 € 203.024 – saibro – 32S•16Q•16D           | Angelique Kerber                              | Kaja Juvan                        | 7–65, 06–7, 7–65           |
| 16 de maio            | Internationaux de Strasbourg Estrasburgo, França WTA 250 € 203.024 – saibro – 32S•16Q•16D           | Nicole Melichar-Martinez Daria Saville        | Lucie Hradecká Sania Mirza        | 5–7, 7–5, [10–6]           |
| 16 de maio            | Grand Prix SAR La Princesse Lalla Meryem Rabat, Marrocos WTA 250 US$ 251.750 – saibro – 32S•16Q•16D | Martina Trevisan                              | Claire Liu                        | 6–2, 6–1                   |
| 16 de maio            | Grand Prix SAR La Princesse Lalla Meryem Rabat, Marrocos WTA 250 US$ 251.750 – saibro – 32S•16Q•16D | Eri Hozumi Makoto Ninomiya                    | Monica Niculescu Alexandra Panova | 76–7, 6–3, [10–8]          |
| 23 de maio 30 de maio | Torneio de Roland Garros Paris, França Grand Slam € 21.494.300 – saibro – 128S•128Q•64D•32DM        | Iga Świątek                                   | Coco Gauff                        | 6–1, 6–3                   |
| 23 de maio 30 de maio | Torneio de Roland Garros Paris, França Grand Slam € 21.494.300 – saibro – 128S•128Q•64D•32DM        | Caroline Garcia Kristina Mladenovic           | Coco Gauff Jessica Pegula         | 2–6, 6–3, 6–2              |
| 23 de maio 30 de maio | Torneio de Roland Garros Paris, França Grand Slam € 21.494.300 – saibro – 128S•128Q•64D•32DM        | Ena Shibahara · Wesley Koolhof                | Ulrikke Eikeri Joran Vliegen      | 7–65, 6–2                  |

#### Junho
| Semana de              | Torneio                                                                                             | Campeã(s)(o/ões)                      | Vice-campeã(s)(o/ões)              | Resultado         |
| ---------------------- | --------------------------------------------------------------------------------------------------- | ------------------------------------- | ---------------------------------- | ----------------- |
| 6 de junho             | Rothesay Open Nottingham Nottingham, Reino Unido WTA 250 US$ 239.477 – grama – 32S•24Q•16D          | Beatriz Haddad Maia                   | Alison Riske                       | 6–4, 1–6, 6–3     |
| 6 de junho             | Rothesay Open Nottingham Nottingham, Reino Unido WTA 250 US$ 239.477 – grama – 32S•24Q•16D          | Beatriz Haddad Maia Zhang Shuai       | Caroline Dolehide Monica Niculescu | 7–62, 6–3         |
| 6 de junho             | Libéma Open 's-Hertogenbosch, Países Baixos WTA 250 € 203.024 – grama – 32S•24Q•16D                 | Ekaterina Alexandrova                 | Aryna Sabalenka                    | 7–5, 6–0          |
| 6 de junho             | Libéma Open 's-Hertogenbosch, Países Baixos WTA 250 € 203.024 – grama – 32S•24Q•16D                 | Ellen Perez Tamara Zidanšek           | Veronika Kudermetova Elise Mertens | 6–3, 5–7, [12–10] |
| 13 de junho            | bett1 Open Berlim, Alemanha WTA 500 € 611.210 – grama – 32S•24Q•16D                                 | Ons Jabeur                            | Belinda Bencic                     | 6–3, 2–1, ab.     |
| 13 de junho            | bett1 Open Berlim, Alemanha WTA 500 € 611.210 – grama – 32S•24Q•16D                                 | Storm Sanders Kateřina Siniaková      | Alizé Cornet Jil Teichmann         | 6–4, 6–3          |
| 13 de junho            | Rothesay Classic Birmingham Birmingham, Reino Unido WTA 250 US$ 251.750 – grama – 32S•24Q•16D       | Beatriz Haddad Maia                   | Zhang Shuai                        | 5–4, ab.          |
| 13 de junho            | Rothesay Classic Birmingham Birmingham, Reino Unido WTA 250 US$ 251.750 – grama – 32S•24Q•16D       | Lyudmyla Kichenok Jeļena Ostapenko    | Elise Mertens Zhang Shuai          | w.o.              |
| 20 de junho            | Rothesay International Eastbourne Eastbourne, Reino Unido WTA 500 US$ 757.900 – grama – 48S•16Q•16D | Petra Kvitová                         | Jeļena Ostapenko                   | 6–3, 6–2          |
| 20 de junho            | Rothesay International Eastbourne Eastbourne, Reino Unido WTA 500 US$ 757.900 – grama – 48S•16Q•16D | Aleksandra Krunić Magda Linette       | Lyudmyla Kichenok Jeļena Ostapenko | w.o.              |
| 20 de junho            | Bad Homburg Open Bad Homburg, Alemanha WTA 250 € 203.024 – grama – 32S•8Q•16D                       | Caroline Garcia                       | Bianca Andreescu                   | 56–7, 6–4, 6–4    |
| 20 de junho            | Bad Homburg Open Bad Homburg, Alemanha WTA 250 € 203.024 – grama – 32S•8Q•16D                       | Eri Hozumi Makoto Ninomiya            | Alicja Rosolska Erin Routliffe     | 6–4, 56–7, [10–5] |
| 27 de junho 4 de julho | Torneio de Wimbledon Londres, Reino Unido Grand Slam £ 17.044.000 – grama – 128S•128Q•64D•32DM      | Elena Rybakina                        | Ons Jabeur                         | 3–6, 6–2, 6–2     |
| 27 de junho 4 de julho | Torneio de Wimbledon Londres, Reino Unido Grand Slam £ 17.044.000 – grama – 128S•128Q•64D•32DM      | Barbora Krejčíková Kateřina Siniaková | Elise Mertens Zhang Shuai          | 6–2, 6–4          |
| 27 de junho 4 de julho | Torneio de Wimbledon Londres, Reino Unido Grand Slam £ 17.044.000 – grama – 128S•128Q•64D•32DM      | Desirae Krawczyk · Neal Skupski       | Samantha Stosur Matthew Ebden      | 6–4, 6–3          |

#### Julho
| Semana de   | Torneio                                                                              | Campeã(s)                              | Vice-campeã(s)                       | Resultado        |
| ----------- | ------------------------------------------------------------------------------------ | -------------------------------------- | ------------------------------------ | ---------------- |
| 11 de julho | Hungarian Grand Prix Budapeste, Hungria WTA 250 € 203.024 – saibro – 32S•24Q•16D     | Bernarda Pera                          | Aleksandra Krunić                    | 6–3, 6–3         |
| 11 de julho | Hungarian Grand Prix Budapeste, Hungria WTA 250 € 203.024 – saibro – 32S•24Q•16D     | Ekaterine Gorgodze Oksana Kalashnikova | Katarzyna Piter Kimberley Zimmermann | 1–6, 6–4, [10–6] |
| 11 de julho | Ladies Open Lausanne Lausanne, Suíça WTA 250 US$ 235.238 – saibro – 32S•24Q•16D      | Petra Martić                           | Olga Danilović                       | 6–4, 6–2         |
| 11 de julho | Ladies Open Lausanne Lausanne, Suíça WTA 250 US$ 235.238 – saibro – 32S•24Q•16D      | Olga Danilović Kristina Mladenovic     | Ulrikke Eikeri Tamara Zidanšek       | w.o.             |
| 18 de julho | Hamburg European Open Hamburgo, Alemanha WTA 250 € 203.024 – saibro – 32S•24Q•16D    | Bernarda Pera                          | Anett Kontaveit                      | 6–2, 6–4         |
| 18 de julho | Hamburg European Open Hamburgo, Alemanha WTA 250 € 203.024 – saibro – 32S•24Q•16D    | Sophie Chang · Angela Kulikov          | Miyu Kato Aldila Sutjiadi            | 6–3, 4–6, [10–6] |
| 18 de julho | Palermo Ladies Open Palermo, Itália WTA 250 € 203.024 – saibro – 32S•24Q•16D         | Irina-Camelia Begu                     | Lucia Bronzetti                      | 6–2, 6–2         |
| 18 de julho | Palermo Ladies Open Palermo, Itália WTA 250 € 203.024 – saibro – 32S•24Q•16D         | Anna Bondár · Kimberley Zimmermann     | Amina Anshba Panna Udvardy           | 6–3, 6–2         |
| 25 de julho | Livesport Prague Open Praga, Tchéquia WTA 250 US$ 251.750 – duro – 32S•24Q•16D       | Marie Bouzková                         | Anastasia Potapova                   | 6–0, 6–3         |
| 25 de julho | Livesport Prague Open Praga, Tchéquia WTA 250 US$ 251.750 – duro – 32S•24Q•16D       | Anastasia Potapova Yana Sizikova       | Angelina Gabueva Anastasia Zakharova | 6–3, 6–4         |
| 25 de julho | BNP Paribas Poland Open Varsóvia, Polônia WTA 250 US$ 251.750 – saibro – 32S•24Q•16D | Caroline Garcia                        | Ana Bogdan                           | 6–4, 6–1         |
| 25 de julho | BNP Paribas Poland Open Varsóvia, Polônia WTA 250 US$ 251.750 – saibro – 32S•24Q•16D | Anna Danilina Anna-Lena Friedsam       | Katarzyna Kawa Alicja Rosolska       | 6–4, 5–7, [10–5] |

#### Agosto
| Semana de                  | Torneio                                                                                           | Campeã(s)(o/ões)                      | Vice-campeã(s)(o/ões)                   | Resultado         |
| -------------------------- | ------------------------------------------------------------------------------------------------- | ------------------------------------- | --------------------------------------- | ----------------- |
| 1º de agosto               | Mubadala Silicon Valley Classic San José, Estados Unidos WTA 500 US$ 757.900 – duro – 28S•16Q•16D | Daria Kasatkina                       | Shelby Rogers                           | 26–7, 6–1, 6–2    |
| 1º de agosto               | Mubadala Silicon Valley Classic San José, Estados Unidos WTA 500 US$ 757.900 – duro – 28S•16Q•16D | Xu Yifan Yang Zhaoxuan                | Shuko Aoyama Chan Hao-ching             | 7–5, 6–0          |
| 1º de agosto               | Citi Open Washington, Estados Unidos WTA 250 US$ 251.750 – duro – 32S•16Q•16D                     | Liudmila Samsonova                    | Kaia Kanepi                             | 4–6, 6–3, 6–3     |
| 1º de agosto               | Citi Open Washington, Estados Unidos WTA 250 US$ 251.750 – duro – 32S•16Q•16D                     | Jessica Pegula Erin Routliffe         | Anna Kalinskaya Catherine McNally       | 6–3, 5–7, [12–10] |
| 8 de agosto                | National Bank Open Toronto, Canadá WTA 1000 US$ 2.527.250 – duro – 56S•32Q•28D                    | Simona Halep                          | Beatriz Haddad Maia                     | 6–3, 2–6, 6–3     |
| 8 de agosto                | National Bank Open Toronto, Canadá WTA 1000 US$ 2.527.250 – duro – 56S•32Q•28D                    | Coco Gauff Jessica Pegula             | Nicole Melichar-Martinez Ellen Perez    | 6–4, 56–7, [10–5] |
| 15 de agosto               | Western & Southern Open Cincinnati, Estados Unidos WTA 1000 US$ 2.527.250 – duro – 56S•32Q•28D    | Caroline Garcia                       | Petra Kvitová                           | 6–2, 6–4          |
| 15 de agosto               | Western & Southern Open Cincinnati, Estados Unidos WTA 1000 US$ 2.527.250 – duro – 56S•32Q•28D    | Lyudmyla Kichenok Jeļena Ostapenko    | Nicole Melichar-Martinez Ellen Perez    | 7–65, 6–3         |
| 22 de agosto               | Tennis in the Land Cleveland, Estados Unidos WTA 250 US$ 251.750 – duro – 32S•16Q•16D             | Liudmila Samsonova                    | Aliaksandra Sasnovich                   | 6–1, 6–3          |
| 22 de agosto               | Tennis in the Land Cleveland, Estados Unidos WTA 250 US$ 251.750 – duro – 32S•16Q•16D             | Nicole Melichar-Martinez Ellen Perez  | Anna Danilina Aleksandra Krunić         | 7–5, 6–3          |
| 22 de agosto               | Championnats Banque Nationale de Granby Granby, Canadá WTA 250 US$ 251.750 – duro – 32S•16Q•16D   | Daria Kasatkina                       | Daria Saville                           | 6–4, 6–4          |
| 22 de agosto               | Championnats Banque Nationale de Granby Granby, Canadá WTA 250 US$ 251.750 – duro – 32S•16Q•16D   | Alicia Barnett · Olivia Nicholls      | Harriet Dart Rosalie van der Hoek       | 5–7, 6–3, [10–1]  |
| 29 de agosto 5 de setembro | US Open Nova York, Estados Unidos Grand Slam US$ 28.249.050 – duro – 128S•128Q•64D•32DM           | Iga Świątek                           | Ons Jabeur                              | 6–2, 7–65         |
| 29 de agosto 5 de setembro | US Open Nova York, Estados Unidos Grand Slam US$ 28.249.050 – duro – 128S•128Q•64D•32DM           | Barbora Krejčíková Kateřina Siniaková | Catherine McNally Taylor Townsend       | 3–6, 7–5, 6–1     |
| 29 de agosto 5 de setembro | US Open Nova York, Estados Unidos Grand Slam US$ 28.249.050 – duro – 128S•128Q•64D•32DM           | Storm Sanders · John Peers            | Kirsten Flipkens Édouard Roger-Vasselin | 4–6, 6–4, [10–7]  |

#### Setembro
| Semana de      | Torneio                                                                                | Campeã(s)                                                                                              | Vice-campeã(s)                                                                                         | Resultado                                                                                              |
| -------------- | -------------------------------------------------------------------------------------- | --- | --- | --- |
| 12 de setembro | Chennai Open Chenai, Índia WTA 250 US$ 251.750 – duro – 32S•24Q•16D                    | Linda Fruhvirtová                                                                                      | Magda Linette                                                                                          | 4–6, 6–3, 6–4                                                                                          |
| 12 de setembro | Chennai Open Chenai, Índia WTA 250 US$ 251.750 – duro – 32S•24Q•16D                    | Gabriela Dabrowski Luisa Stefani                                                                       | Anna Blinkova Natela Dzalamidze                                                                        | 6–1, 6–2                                                                                               |
| 12 de setembro | Japan Women's Tennis Osaka, Japão WTA 250 US$ – duro – 32S•16Q•16D                     | Cancelado (programado desde o início da temporada, foi excluído na atualização de 27 de julho de 2022) | Cancelado (programado desde o início da temporada, foi excluído na atualização de 27 de julho de 2022) | Cancelado (programado desde o início da temporada, foi excluído na atualização de 27 de julho de 2022) |
| 12 de setembro | Zavarovalnica Sava Portorož Portorož, Eslovênia WTA 250 € 203.024 – duro – 32S•24Q•16D | Kateřina Siniaková                                                                                     | Elena Rybakina                                                                                         | 46–7, 7–65, 6–4                                                                                        |
| 12 de setembro | Zavarovalnica Sava Portorož Portorož, Eslovênia WTA 250 € 203.024 – duro – 32S•24Q•16D | Marta Kostyuk · Tereza Martincová                                                                      | Cristina Bucșa Tereza Mihalíková                                                                       | 6–4, 6–0                                                                                               |
| 19 de setembro | Toray Pan Pacific Open Tóquio, Japão WTA 500 US$ 757.900 – duro – 28S•24Q•16D          | Liudmila Samsonova                                                                                     | Zheng Qinwen                                                                                           | 7–5, 7–5                                                                                               |
| 19 de setembro | Toray Pan Pacific Open Tóquio, Japão WTA 500 US$ 757.900 – duro – 28S•24Q•16D          | Gabriela Dabrowski Giuliana Olmos                                                                      | Nicole Melichar-Martinez Ellen Perez                                                                   | 6–4, 6–4                                                                                               |
| 19 de setembro | Hana Bank Korea Open Seul, Coreia do Sul WTA 250 US$ 251.750 – duro – 32S•24Q•16D      | Ekaterina Alexandrova                                                                                  | Jeļena Ostapenko                                                                                       | 7–64, 6–0                                                                                              |
| 19 de setembro | Hana Bank Korea Open Seul, Coreia do Sul WTA 250 US$ 251.750 – duro – 32S•24Q•16D      | Kristina Mladenovic Yanina Wickmayer                                                                   | Asia Muhammad Sabrina Santamaria                                                                       | 6–3, 6–2                                                                                               |
| 26 de setembro | Parma Ladies Open Parma, Itália WTA 250 € 203.204 – saibro – 32S•24Q•16D               | Mayar Sherif                                                                                           | Maria Sakkari                                                                                          | 7–5, 6–3                                                                                               |
| 26 de setembro | Parma Ladies Open Parma, Itália WTA 250 € 203.204 – saibro – 32S•24Q•16D               | Anastasia Dețiuc · Miriam Kolodziejová                                                                 | Arantxa Rus Tamara Zidanšek                                                                            | 1–6, 6–3, [10–8]                                                                                       |
| 26 de setembro | Tallinn Open Talin, Estônia WTA 250 € 251.750 – duro (coberto) – 32S•24Q•16D           | Barbora Krejčíková                                                                                     | Anett Kontaveit                                                                                        | 6–2, 6–3                                                                                               |
| 26 de setembro | Tallinn Open Talin, Estônia WTA 250 € 251.750 – duro (coberto) – 32S•24Q•16D           | Lyudmyla Kichenok Nadiia Kichenok                                                                      | Nicole Melichar-Martinez Laura Siegemund                                                               | 7–5, 4–6, [10–7]                                                                                       |

#### Outubro
| Semana de     | Torneio | Campeã(s)                              | Vice-campeã(s)                        | Resultado                |
| ------------- | --- | -------------------------------------- | ------------------------------------- | ------------------------ |
| 3 de outubro  | Agel Open Ostrava, Tchéquia WTA 500 € 611.210 – duro (coberto) – 28S•24Q•16D                                        | Barbora Krejčíková                     | Iga Świątek                           | 5–7, 7–64, 6–3           |
| 3 de outubro  | Agel Open Ostrava, Tchéquia WTA 500 € 611.210 – duro (coberto) – 28S•24Q•16D                                        | Catherine McNally · Alycia Parks       | Alicja Rosolska Erin Routliffe        | 6–3, 6–2                 |
| 3 de outubro  | Jasmin Open Monastir Monastir, Tunísia WTA 250 US$ 251.750 – duro – 32S•21Q•16D                                     | Elise Mertens                          | Alizé Cornet                          | 6–2, 6–0                 |
| 3 de outubro  | Jasmin Open Monastir Monastir, Tunísia WTA 250 US$ 251.750 – duro – 32S•21Q•16D                                     | Kristina Mladenovic Kateřina Siniaková | Miyu Kato Angela Kulikov              | 6–2, 6–0                 |
| 10 de outubro | San Diego Open San Diego, Estados Unidos WTA 500 US$ 757.900 – duro – 28S•24Q•16D                                   | Iga Świątek                            | Donna Vekić                           | 6–3, 3–6, 6–0            |
| 10 de outubro | San Diego Open San Diego, Estados Unidos WTA 500 US$ 757.900 – duro – 28S•24Q•16D                                   | Coco Gauff Jessica Pegula              | Gabriela Dabrowski Giuliana Olmos     | 1–6, 7–5, [10–4]         |
| 10 de outubro | Transylvania Open Cluj-Napoca, Romênia WTA 250 US$ 251.750 – duro (coberto) – 32S•24Q•16D                           | Anna Blinkova                          | Jasmine Paolini                       | 6–2, 3–6, 6–2            |
| 10 de outubro | Transylvania Open Cluj-Napoca, Romênia WTA 250 US$ 251.750 – duro (coberto) – 32S•24Q•16D                           | Kirsten Flipkens Laura Siegemund       | Kamilla Rakhimova Yana Sizikova       | 6–3, 7–5                 |
| 17 de outubro | GDL Open Akron Guadalajara, México WTA 1000 US$ 2.527.250 – duro – 56S•32Q•28D                                      | Jessica Pegula                         | Maria Sakkari                         | 6–2, 6–3                 |
| 17 de outubro | GDL Open Akron Guadalajara, México WTA 1000 US$ 2.527.250 – duro – 56S•32Q•28D                                      | Storm Sanders Luisa Stefani            | Anna Danilina Beatriz Haddad Maia     | 7–64, 26–7, [10–8]       |
| 24 de outubro | sem torneios programados                                                                                            | sem torneios programados               | sem torneios programados              | sem torneios programados |
| 31 de outubro | WTA Finals Fort Worth Fort Worth, Estados Unidos Torneio de fim de temporada US$ 5.000.000 – duro (coberto) – 8S•8D | Caroline Garcia                        | Aryna Sabalenka                       | 7–64, 6–4                |
| 31 de outubro | WTA Finals Fort Worth Fort Worth, Estados Unidos Torneio de fim de temporada US$ 5.000.000 – duro (coberto) – 8S•8D | Veronika Kudermetova Elise Mertens     | Barbora Krejčíková Kateřina Siniaková | 6–2, 4–6, [11–9]         |

#### Novembro
| Semana de     | Torneio | Campeã(s)                                                                   | Vice-campeã(s)                                                                               | Resultado |
| ------------- | --- | --------------------------------------------------------------------------- | -------------------------------------------------------------------------------------------- | --------- |
| 7 de novembro | Copa Billie Jean King: Finais Glasgow, Reino Unido Competição de longa duração entre países US$ 11.400.000 – duro (coberto) – 12E | Suíça · Belinda Bencic · Viktorija Golubic · Jil Teichmann · Simona Waltert | Austrália · Priscilla Hon · Ellen Perez · Storm Sanders · Samantha Stosur · Ajla Tomljanović | 2–0       |

## Estatísticas
Esta seção apresenta os títulos conquistados em simples, duplas, duplas mistas e por equipes em diversas configurações: classificação por jogador e país – sem caráter oficial; e levantamento de debutantes e defensores dos troféus, baseados nas informações apresentadas na seção Mês a mês. Eventualmente, pode dispor de seções extras com outras variáveis.
Nas duas tabelas introdutórias, jogadores e países são classificados com base nas categorias de torneios disponíveis na temporada (que podem não aparecer em determinado ano ou trocarem de nome), de acordo com o apresentado no início do artigo, na infocaixa à direita.
Os critérios de desempate nessas tabelas são:
1. Total de títulos;
  1. Na subseção País, se uma dupla de tenistas que compartilha a conterraneidade vencer um torneio, sua nação computará apenas 1 ponto.
2. Total de títulos por categoria;
  1. A categoria à esquerda sempre vale mais que qualquer uma à direita, com os eventos do Grand Slam encabeçando a lista;
  2. A coluna Outros está situada à direita de todas, inclusive do somatório Simples/Duplas/Duplas Mistas, por sua natureza específica, mas obviamente seus números são somados à coluna Total;
  3. Outros geralmente inclui os torneios por equipes que ocorrem durante a temporada;
  4. Para a contabilização dos torneios por equipes, são considerados(as) apenas os(as) jogadores(as) que forem convocados(as) para:
    1. Torneio de longa duração: jogo final – se for isolado dos outros – ou fase final – se ela ocorrer em um curto período com várias equipes na mesma sede;
    2. Torneio de curta duração.
3. Modalidade;
  1. Simples (S) > Duplas (D) > Duplas mistas (DM);
4. Ordem alfabética pelo sobrenome do(a) tenista em Títulos por jogadora, ou nome do país em Títulos por país.

Nota: a partir de 2022, as bandeiras da Rússia e da Bielorrúsia foram banidas das competições e transmissões televisivas, o que fez com que os(as) tenistas desses países competissem como apátridas, por causa da Invasão da Ucrânia pela Rússia. Para fins meramente estatísticos, elas se mantém aqui, mas considere essas adições como não oficiais.

### Títulos por jogadora
| 8 | Iga Świątek              | 2 |   |   |   |   | 4 |   | 2 |   |   |   | 8 | 0 | 0 |   |
| 7 | Kateřina Siniaková       |   | 3 |   |   |   |   |   |   | 1 | 1 | 2 | 1 | 6 | 0 |   |
| 6 | Jessica Pegula           |   |   |   |   |   | 1 | 2 |   | 1 |   | 2 | 1 | 5 | 0 |   |
| 5 | Barbora Krejčíková       |   | 3 |   |   |   |   |   | 1 |   | 1 |   | 2 | 3 | 0 |   |
| 5 | Kristina Mladenovic      | 1 | 1 |   |   |   |   |   |   |   |   | 3 | 0 | 4 | 1 |   |
| 5 | Caroline Garcia          |   | 1 |   | 1 |   | 1 |   |   |   | 2 |   | 4 | 1 | 0 |   |
| 4 | Storm Sanders            |   |   | 1 |   |   |   | 1 |   | 2 |   |   | 0 | 3 | 1 |   |
| 4 | Beatriz Haddad Maia      |   |   |   |   |   |   |   |   | 1 | 2 | 1 | 2 | 2 | 0 |   |
| 3 | Ashleigh Barty           | 1 |   |   |   |   |   |   | 1 | 1 |   |   | 2 | 1 | 0 |   |
| 3 | Veronika Kudermetova     |   |   |   |   | 1 |   | 1 |   | 1 |   |   | 0 | 3 | 0 |   |
| 3 | Elise Mertens            |   |   |   |   | 1 |   |   |   | 1 | 1 |   | 1 | 2 | 0 |   |
| 3 | Coco/Cori Gauff          |   |   |   |   |   |   | 2 |   | 1 |   |   | 0 | 3 | 0 |   |
| 3 | Jeļena Ostapenko         |   |   |   |   |   |   | 1 | 1 |   |   | 1 | 1 | 2 | 0 |   |
| 3 | Gabriela Dabrowski       |   |   |   |   |   |   | 1 |   | 1 |   | 1 | 0 | 3 | 0 |   |
| 3 | Lyudmyla Kichenok        |   |   |   |   |   |   | 1 |   |   |   | 2 | 0 | 3 | 0 |   |
| 3 | Laura Siegemund          |   |   |   |   |   |   | 1 |   |   |   | 2 | 0 | 3 | 0 |   |
| 3 | Liudmila Samsonova       |   |   |   |   |   |   |   | 1 |   | 2 |   | 3 | 0 | 0 |   |
| 3 | Bernarda Pera            |   |   |   |   |   |   |   |   |   | 2 | 1 | 2 | 1 | 0 |   |
| 3 | Eri Hozumi               |   |   |   |   |   |   |   |   |   |   | 3 | 0 | 3 | 0 |   |
| 3 | Makoto Ninomiya          |   |   |   |   |   |   |   |   |   |   | 3 | 0 | 3 | 0 |   |
| 2 | Desirae Krawczyk         |   |   | 1 |   |   |   |   |   | 1 |   |   | 0 | 1 | 1 |   |
| 2 | Ons Jabeur               |   |   |   |   |   | 1 |   | 1 |   |   |   | 2 | 0 | 0 |   |
| 2 | Simona Halep             |   |   |   |   |   | 1 |   |   |   | 1 |   | 2 | 0 | 0 |   |
| 2 | Giuliana Olmos           |   |   |   |   |   |   | 1 |   | 1 |   |   | 0 | 2 | 0 |   |
| 2 | Xu Yifan                 |   |   |   |   |   |   | 1 |   | 1 |   |   | 0 | 2 | 0 |   |
| 2 | Yang Zhaoxuan            |   |   |   |   |   |   | 1 |   | 1 |   |   | 0 | 2 | 0 |   |
| 2 | Luisa Stefani            |   |   |   |   |   |   | 1 |   |   |   | 1 | 0 | 2 | 0 |   |
| 2 | Vera Zvonareva           |   |   |   |   |   |   | 1 |   |   |   | 1 | 0 | 2 | 0 |   |
| 2 | Daria Kasatkina          |   |   |   |   |   |   |   | 1 |   | 1 |   | 2 | 0 | 0 |   |
| 2 | Belinda Bencic           |   |   |   |   |   |   |   | 1 |   |   |   | 1 | 0 | 0 | 1 |
| 2 | Magda Linette            |   |   |   |   |   |   |   |   | 2 |   |   | 0 | 2 | 0 |   |
| 2 | Catherine McNally        |   |   |   |   |   |   |   |   | 2 |   |   | 0 | 2 | 0 |   |
| 2 | Anna Danilina            |   |   |   |   |   |   |   |   | 1 |   | 1 | 0 | 2 | 0 |   |
| 2 | Ekaterina Alexandrova    |   |   |   |   |   |   |   |   |   | 2 |   | 2 | 0 | 0 |   |
| 2 | Marie Bouzková           |   |   |   |   |   |   |   |   |   | 1 | 1 | 1 | 1 | 0 |   |
| 2 | Anastasia Potapova       |   |   |   |   |   |   |   |   |   | 1 | 1 | 1 | 1 | 0 |   |
| 2 | Zhang Shuai              |   |   |   |   |   |   |   |   |   | 1 | 1 | 1 | 1 | 0 |   |
| 2 | Nicole Melichar-Martinez |   |   |   |   |   |   |   |   |   |   | 2 | 0 | 2 | 0 |   |
| 2 | Ellen Perez              |   |   |   |   |   |   |   |   |   |   | 2 | 0 | 2 | 0 |   |
| 1 | Elena Rybakina           | 1 |   |   |   |   |   |   |   |   |   |   | 1 | 0 | 0 |   |
| 1 | Ena Shibahara            |   |   | 1 |   |   |   |   |   |   |   |   | 0 | 0 | 1 |   |
| 1 | Anastasia Pavlyuchenkova |   |   |   |   |   |   | 1 |   |   |   |   | 0 | 1 | 0 |   |
| 1 | Paula Badosa             |   |   |   |   |   |   |   | 1 |   |   |   | 1 | 0 | 0 |   |
| 1 | Anett Kontaveit          |   |   |   |   |   |   |   | 1 |   |   |   | 1 | 0 | 0 |   |
| 1 | Petra Kvitová            |   |   |   |   |   |   |   | 1 |   |   |   | 1 | 0 | 0 |   |
| 1 | Anna Kalinskaya          |   |   |   |   |   |   |   |   | 1 |   |   | 0 | 1 | 0 |   |
| 1 | Andreja Klepač           |   |   |   |   |   |   |   |   | 1 |   |   | 0 | 1 | 0 |   |
| 1 | Aleksandra Krunić        |   |   |   |   |   |   |   |   | 1 |   |   | 0 | 1 | 0 |   |
| 1 | Alycia Parks             |   |   |   |   |   |   |   |   | 1 |   |   | 0 | 1 | 0 |   |
| 1 | Demi Schuurs             |   |   |   |   |   |   |   |   | 1 |   |   | 0 | 1 | 0 |   |
| 1 | Amanda Anisimova         |   |   |   |   |   |   |   |   |   | 1 |   | 1 | 0 | 0 |   |
| 1 | Irina-Camelia Begu       |   |   |   |   |   |   |   |   |   | 1 |   | 1 | 0 | 0 |   |
| 1 | Anna Blinkova            |   |   |   |   |   |   |   |   |   | 1 |   | 1 | 0 | 0 |   |
| 1 | Leylah Fernandez         |   |   |   |   |   |   |   |   |   | 1 |   | 1 | 0 | 0 |   |
| 1 | Linda Fruhvirtová        |   |   |   |   |   |   |   |   |   | 1 |   | 1 | 0 | 0 |   |
| 1 | Angelique Kerber         |   |   |   |   |   |   |   |   |   | 1 |   | 1 | 0 | 0 |   |
| 1 | Madison Keys             |   |   |   |   |   |   |   |   |   | 1 |   | 1 | 0 | 0 |   |
| 1 | Tatjana Maria            |   |   |   |   |   |   |   |   |   | 1 |   | 1 | 0 | 0 |   |
| 1 | Petra Martić             |   |   |   |   |   |   |   |   |   | 1 |   | 1 | 0 | 0 |   |
| 1 | Mayar Sherif             |   |   |   |   |   |   |   |   |   | 1 |   | 1 | 0 | 0 |   |
| 1 | Sloane Stephens          |   |   |   |   |   |   |   |   |   | 1 |   | 1 | 0 | 0 |   |
| 1 | Martina Trevisan         |   |   |   |   |   |   |   |   |   | 1 |   | 1 | 0 | 0 |   |
| 1 | Alicia Barnett           |   |   |   |   |   |   |   |   |   |   | 1 | 0 | 1 | 0 |   |
| 1 | Anna Bondár              |   |   |   |   |   |   |   |   |   |   | 1 | 0 | 1 | 0 |   |
| 1 | Sophie Chang             |   |   |   |   |   |   |   |   |   |   | 1 | 0 | 1 | 0 |   |
| 1 | Kaitlyn Christian        |   |   |   |   |   |   |   |   |   |   | 1 | 0 | 1 | 0 |   |
| 1 | Olga Danilović           |   |   |   |   |   |   |   |   |   |   | 1 | 0 | 1 | 0 |   |
| 1 | Anastasia Dețiuc         |   |   |   |   |   |   |   |   |   |   | 1 | 0 | 1 | 0 |   |
| 1 | Kirsten Flipkens         |   |   |   |   |   |   |   |   |   |   | 1 | 0 | 1 | 0 |   |
| 1 | Anna-Lena Friedsam       |   |   |   |   |   |   |   |   |   |   | 1 | 0 | 1 | 0 |   |
| 1 | Ekaterine Gorgodze       |   |   |   |   |   |   |   |   |   |   | 1 | 0 | 1 | 0 |   |
| 1 | Catherine Harrison       |   |   |   |   |   |   |   |   |   |   | 1 | 0 | 1 | 0 |   |
| 1 | Oksana Kalashnikova      |   |   |   |   |   |   |   |   |   |   | 1 | 0 | 1 | 0 |   |
| 1 | Nadiia Kichenok          |   |   |   |   |   |   |   |   |   |   | 1 | 0 | 1 | 0 |   |
| 1 | Miriam Kolodziejová      |   |   |   |   |   |   |   |   |   |   | 1 | 0 | 1 | 0 |   |
| 1 | Marta Kostyuk            |   |   |   |   |   |   |   |   |   |   | 1 | 0 | 1 | 0 |   |
| 1 | Angela Kulikov           |   |   |   |   |   |   |   |   |   |   | 1 | 0 | 1 | 0 |   |
| 1 | Lidziya Marozava         |   |   |   |   |   |   |   |   |   |   | 1 | 0 | 1 | 0 |   |
| 1 | Tereza Martincová        |   |   |   |   |   |   |   |   |   |   | 1 | 0 | 1 | 0 |   |
| 1 | Asia Muhammad            |   |   |   |   |   |   |   |   |   |   | 1 | 0 | 1 | 0 |   |
| 1 | Olivia Nicholls          |   |   |   |   |   |   |   |   |   |   | 1 | 0 | 1 | 0 |   |
| 1 | Erin Routliffe           |   |   |   |   |   |   |   |   |   |   | 1 | 0 | 1 | 0 |   |
| 1 | Sabrina Santamaria       |   |   |   |   |   |   |   |   |   |   | 1 | 0 | 1 | 0 |   |
| 1 | Daria Saville            |   |   |   |   |   |   |   |   |   |   | 1 | 0 | 1 | 0 |   |
| 1 | Astra Sharma             |   |   |   |   |   |   |   |   |   |   | 1 | 0 | 1 | 0 |   |
| 1 | Yana Sizikova            |   |   |   |   |   |   |   |   |   |   | 1 | 0 | 1 | 0 |   |
| 1 | Sara Sorribes Tormo      |   |   |   |   |   |   |   |   |   |   | 1 | 0 | 1 | 0 |   |
| 1 | Aldila Sutjiadi          |   |   |   |   |   |   |   |   |   |   | 1 | 0 | 1 | 0 |   |
| 1 | Yanina Wickmayer         |   |   |   |   |   |   |   |   |   |   | 1 | 0 | 1 | 0 |   |
| 1 | Tamara Zidanšek          |   |   |   |   |   |   |   |   |   |   | 1 | 0 | 1 | 0 |   |
| 1 | Kimberley Zimmermann     |   |   |   |   |   |   |   |   |   |   | 1 | 0 | 1 | 0 |   |
| 1 | Viktorija Golubic        |   |   |   |   |   |   |   |   |   |   |   |   |   |   | 1 |
| 1 | Jil Teichmann            |   |   |   |   |   |   |   |   |   |   |   |   |   |   | 1 |
| 1 | Simona Waltert           |   |   |   |   |   |   |   |   |   |   |   |   |   |   | 1 |

### Títulos por país
| 21 | Estados Unidos          |   |   | 1 |   |   | 1 | 2 |   | 4 | 5 | 8 | 6 | 14 | 1 |   |
| 16 | Rússia (suspenso)       |   |   |   |   | 1 |   | 2 | 2 | 2 | 7 | 2 | 9 | 7  | 0 |   |
| 15 | Chéquia                 |   | 3 |   |   |   |   | 2 | 2 | 1 | 4 | 5 | 6 | 9  | 0 |   |
| 10 | Polónia                 | 2 |   |   |   |   | 4 |   | 2 | 2 |   |   | 8 | 2  | 0 |   |
| 10 | Austrália               | 1 |   | 1 |   |   |   | 1 | 1 | 2 |   | 4 | 2 | 7  | 1 |   |
| 9  | França                  |   | 1 | 1 | 1 |   | 1 |   |   |   | 2 | 3 | 4 | 4  | 1 |   |
| 6  | Bélgica                 |   |   |   |   | 1 |   |   |   | 1 | 1 | 3 | 1 | 5  | 0 |   |
| 6  | Brasil                  |   |   |   |   |   |   | 1 |   | 1 | 2 | 2 | 2 | 4  | 0 |   |
| 6  | Alemanha                |   |   |   |   |   |   | 1 |   |   | 2 | 3 | 2 | 4  | 0 |   |
| 4  | Japão                   |   |   | 1 |   |   |   |   |   |   |   | 3 | 0 | 3  | 1 |   |
| 4  | Canadá                  |   |   |   |   |   |   | 1 |   | 1 | 1 | 1 | 1 | 3  | 0 |   |
| 4  | China                   |   |   |   |   |   |   | 1 |   | 1 | 1 | 1 | 1 | 3  | 0 |   |
| 4  | Ucrânia                 |   |   |   |   |   |   | 1 |   |   |   | 3 | 0 | 4  | 0 |   |
| 3  | Cazaquistão             | 1 |   |   |   |   |   |   |   | 1 |   | 1 | 1 | 2  | 0 |   |
| 3  | Tunísia                 |   |   |   |   |   | 1 |   | 1 |   |   |   | 2 | 0  | 0 |   |
| 3  | Roménia                 |   |   |   |   |   | 1 |   |   |   | 2 |   | 3 | 0  | 0 |   |
| 3  | Letónia                 |   |   |   |   |   |   | 1 | 1 |   |   | 1 | 1 | 2  | 0 |   |
| 2  | México                  |   |   |   |   |   |   | 1 |   | 1 |   |   | 0 | 2  | 0 |   |
| 2  | Espanha                 |   |   |   |   |   |   |   | 1 |   |   | 1 | 1 | 1  | 0 |   |
| 2  | Eslovénia               |   |   |   |   |   |   |   |   | 1 |   | 1 | 0 | 2  | 0 |   |
| 2  | Sérvia                  |   |   |   |   |   |   |   |   | 1 |   | 1 | 0 | 2  | 0 |   |
| 2  | Suíça                   |   |   |   |   |   |   |   | 1 |   |   |   | 1 | 0  | 0 | 1 |
| 1  | Estónia                 |   |   |   |   |   |   |   | 1 |   |   |   | 1 | 0  | 0 |   |
| 1  | Países Baixos           |   |   |   |   |   |   |   |   | 1 |   |   | 0 | 1  | 0 |   |
| 1  | Croácia                 |   |   |   |   |   |   |   |   |   | 1 |   | 1 | 0  | 0 |   |
| 1  | Egito                   |   |   |   |   |   |   |   |   |   | 1 |   | 1 | 0  | 0 |   |
| 1  | Itália                  |   |   |   |   |   |   |   |   |   | 1 |   | 1 | 0  | 0 |   |
| 1  | Bielorrússia (suspenso) |   |   |   |   |   |   |   |   |   |   | 1 | 0 | 1  | 0 |   |
| 1  | Geórgia                 |   |   |   |   |   |   |   |   |   |   | 1 | 0 | 1  | 0 |   |
| 1  | Grã-Bretanha            |   |   |   |   |   |   |   |   |   |   | 1 | 0 | 1  | 0 |   |
| 1  | Hungria                 |   |   |   |   |   |   |   |   |   |   | 1 | 0 | 1  | 0 |   |
| 1  | Indonésia               |   |   |   |   |   |   |   |   |   |   | 1 | 0 | 1  | 0 |   |
| 1  | Nova Zelândia           |   |   |   |   |   |   |   |   |   |   | 1 | 0 | 1  | 0 |   |

### Informações sobre os títulos

#### Debutantes
Jogadoras e/ou equipes que foram campeãs pela primeira vez nas respectivas modalidades:
Simples
- Anna Blinkova – Cluj-Napoca
- Marie Bouzková – Praga
- Linda Fruhvirtová – Chenai
- Beatriz Haddad Maia – Nottingham
- Bernarda Pera – Budapeste
- Anastasia Potapova – Istambul
- Mayar Sherif – Parma
- Martina Trevisan – Rabat

Duplas
- Alicia Barnett – Granby
- Anna Bondár – Palermo
- Sophie Chang – Hamburgo
- Kaitlyn Christian – Guadalajara 1
- Anastasia Dețiuc – Parma
- Catherine Harrison – Monterrey
- Miriam Kolodziejová – Parma
- Marta Kostyuk – Portorož
- Angela Kulikov – Hamburgo
- Magda Linette – Charleston
- Tereza Martincová – Portorož
- Olivia Nicholls – Granby
- Alycia Parks – Ostrava
- Jessica Pegula – Melbourne 1
- Bernarda Pera – Melbourne 2
- Sabrina Santamaria – Monterrey
- Aldila Sutjiadi – Bogotá

Duplas mistas
- Storm Sanders – US Open
- Ena Shibahara – Torneio de Roland Garros

Equipes
- Suíça – Copa Billie Jean King

#### Defensoras
Jogadoras e/ou equipes que foram campeãs na edição anterior e repetiram o feito na atual temporada nos respectivos torneios e modalidades:
Simples
- Leylah Fernandez – Monterrey
- Iga Świątek – Roma

Duplas
- Kimberley Zimmermann – Palermo

Duplas mistas
- Desirae Krawczyk – Torneio de Wimbledon

### Prêmios em dinheiro
Em 14 de novembro de 2022.
| #  | Jogadora        | Simples       | Duplas      | Mistas     | Total         |
| -- | --------------- | ------------- | ----------- | ---------- | ------------- |
| 1  | Iga Świątek     | US$ 9.875.525 | US$ 0       | US$ 0      | US$ 9.875.525 |
| 2  | Ons Jabeur      | US$ 4.976.594 | US$ 20.475  | US$ 0      | US$ 4.997.069 |
| 3  | Caroline Garcia | US$ 3.353.354 | US$ 375.963 | US$ 0      | US$ 3.729.317 |
| 4  | Elena Rybakina  | US$ 3.570.968 | US$ 42.472  | US$ 0      | US$ 3.613.440 |
| 5  | Jessica Pegula  | US$ 3.165.252 | US$ 434.293 | US$ 12.171 | US$ 3.611.716 |
| 6  | Coco Gauff      | US$ 2.541.338 | US$ 490.618 | US$ 19.997 | US$ 3.051.953 |
| 7  | Maria Sakkari   | US$ 2.464.204 | US$ 17.215  | US$ 0      | US$ 2.481.419 |
| 8  | Aryna Sabalenka | US$ 2.431.495 | US$ 29.825  | US$ 0      | US$ 2.461.320 |
| 9  | Ashleigh Barty  | US$ 2.271.220 | US$ 18.100  | US$ 0      | US$ 2.289.320 |
| 10 | Simona Halep    | US$ 2.240.117 | US$ 13.080  | US$ 0      | US$ 2.253.197 |

## Aspectos de jogo e vitórias
A WTA não forneceu os dados nessa temporada.

## Rankings

### Simples
| Corrida final de simples - Race to the WTA Finals (24 de outubro de 2022) | Corrida final de simples - Race to the WTA Finals (24 de outubro de 2022) | Corrida final de simples - Race to the WTA Finals (24 de outubro de 2022) | Corrida final de simples - Race to the WTA Finals (24 de outubro de 2022) |
| Pos.                                                                      | Jogadora                                                                  | Pontos                                                                    | Torneios                                                                  |
| ------------------------------------------------------------------------- | ------------------------------------------------------------------------- | ------------------------------------------------------------------------- | ------------------------------------------------------------------------- |
| 1ª                                                                        | Iga Świątek                                                               | 10.335                                                                    | 16                                                                        |
| 2ª                                                                        | Ons Jabeur                                                                | 4.555                                                                     | 17                                                                        |
| 3ª                                                                        | Jessica Pegula                                                            | 4.316                                                                     | 17                                                                        |
| 4ª                                                                        | Coco Gauff                                                                | 3.271                                                                     | 18                                                                        |
| 5ª                                                                        | Maria Sakkari                                                             | 3.121                                                                     | 21                                                                        |
| 6ª                                                                        | Caroline Garcia                                                           | 3.000                                                                     | 21                                                                        |
| 7ª                                                                        | Aryna Sabalenka                                                           | 2.970                                                                     | 20                                                                        |
| 8ª                                                                        | Daria Kasatkina                                                           | 2.935                                                                     | 22                                                                        |
| 9ª                                                                        | Veronika Kudermetova                                                      | 2.795                                                                     | 20                                                                        |
| 10ª                                                                       | Simona Halep                                                              | 2.661                                                                     | 16                                                                        |
| 11ª                                                                       | Madison Keys                                                              | 2.417                                                                     | 20                                                                        |
| 12ª                                                                       | Belinda Bencic                                                            | 2.365                                                                     | 19                                                                        |
| 13ª                                                                       | Paula Badosa                                                              | 2.363                                                                     | 21                                                                        |
| 14ª                                                                       | Danielle Collins                                                          | 2.287                                                                     | 13                                                                        |
| 15ª                                                                       | Petra Kvitová                                                             | 2.097                                                                     | 19                                                                        |
| 16ª                                                                       | Anett Kontaveit                                                           | 2.093                                                                     | 16                                                                        |
| 17ª                                                                       | Beatriz Haddad Maia                                                       | 2.050                                                                     | 22                                                                        |
| 18ª                                                                       | Jeļena Ostapenko                                                          | 1.985                                                                     | 19                                                                        |
| 19ª                                                                       | Ekaterina Alexandrova                                                     | 1.910                                                                     | 20                                                                        |
| 20ª                                                                       | Liudmila Samsonova                                                        | 1.910                                                                     | 20                                                                        |

| Ranking final de simples (14 de novembro de 2022) | Ranking final de simples (14 de novembro de 2022) | Ranking final de simples (14 de novembro de 2022) | Ranking final de simples (14 de novembro de 2022) | Ranking final de simples (14 de novembro de 2022) | Ranking final de simples (14 de novembro de 2022) | Ranking final de simples (14 de novembro de 2022) | Ranking final de simples (14 de novembro de 2022) | Ranking final de simples (14 de novembro de 2022) |
| Pos.                                              | Jogadora                                          | Idade                                             | Pontos                                            | Torneios                                          | Pos. '21                                          | Maior                                             | Menor                                             | Variação                                          |
| ------------------------------------------------- | ------------------------------------------------- | ------------------------------------------------- | ------------------------------------------------- | ------------------------------------------------- | ------------------------------------------------- | ------------------------------------------------- | ------------------------------------------------- | ------------------------------------------------- |
| 1ª                                                | Iga Świątek                                       | 21                                                | 11.085                                            | 17                                                | 9                                                 | 1                                                 | 9                                                 | 8                                                 |
| 2ª                                                | Ons Jabeur                                        | 28                                                | 5.055                                             | 18                                                | 10                                                | 2                                                 | 11                                                | 8                                                 |
| 3ª                                                | Jessica Pegula                                    | 28                                                | 4.691                                             | 18                                                | 18                                                | 3                                                 | 22                                                | 15                                                |
| 4ª                                                | Caroline Garcia                                   | 29                                                | 4.375                                             | 23                                                | 74                                                | 4                                                 | 79                                                | 70                                                |
| 5ª                                                | Aryna Sabalenka                                   | 24                                                | 3.925                                             | 21                                                | 2                                                 | 2                                                 | 8                                                 | 3                                                 |
| 6ª                                                | Maria Sakkari                                     | 27                                                | 3.871                                             | 22                                                | 6                                                 | 3                                                 | 8                                                 | Estável                                           |
| 7ª                                                | Coco Gauff                                        | 18                                                | 3.646                                             | 19                                                | 22                                                | 4                                                 | 23                                                | 15                                                |
| 8ª                                                | Daria Kasatkina                                   | 25                                                | 3.435                                             | 23                                                | 26                                                | 8                                                 | 29                                                | 18                                                |
| 9ª                                                | Veronika Kudermetova                              | 25                                                | 2.795                                             | 20                                                | 31                                                | 9                                                 | 32                                                | 22                                                |
| 10ª                                               | Simona Halep                                      | 31                                                | 2.661                                             | 15                                                | 20                                                | 6                                                 | 27                                                | 10                                                |
| 11ª                                               | Madison Keys                                      | 27                                                | 2.417                                             | 20                                                | 56                                                | 11                                                | 87                                                | 45                                                |
| 12ª                                               | Belinda Bencic                                    | 25                                                | 2.365                                             | 19                                                | 23                                                | 11                                                | 28                                                | 11                                                |
| 13ª                                               | Paula Badosa                                      | 25                                                | 2.363                                             | 21                                                | 8                                                 | 2                                                 | 13                                                | 5                                                 |
| 14ª                                               | Danielle Collins                                  | 28                                                | 2.292                                             | 14                                                | 29                                                | 7                                                 | 30                                                | 15                                                |
| 15ª                                               | Beatriz Haddad Maia                               | 26                                                | 2.215                                             | 25                                                | 82                                                | 15                                                | 88                                                | 67                                                |
| 16ª                                               | Petra Kvitová                                     | 32                                                | 2.097                                             | 19                                                | 17                                                | 16                                                | 34                                                | 1                                                 |
| 17ª                                               | Anett Kontaveit                                   | 26                                                | 2.093                                             | 16                                                | 7                                                 | 2                                                 | 17                                                | 10                                                |
| 18ª                                               | Jeļena Ostapenko                                  | 25                                                | 1.986                                             | 19                                                | 28                                                | 11                                                | 28                                                | 10                                                |
| 19ª                                               | Ekaterina Alexandrova                             | 28                                                | 1.910                                             | 20                                                | 33                                                | 19                                                | 54                                                | 14                                                |
| 20ª                                               | Liudmila Samsonova                                | 24                                                | 1.910                                             | 20                                                | 39                                                | 19                                                | 60                                                | 19                                                |

#### Número 1 do mundo
| Jogadora       | Ganhou o posto | Perdeu o posto |
| -------------- | -------------- | -------------- |
| Ashleigh Barty | antes de 2022  | 03/04/2022     |
| Iga Świątek    | 04/04/2022     | depois de 2022 |

### Duplas
| Corrida final de duplas - Race to the WTA Finals (24 de outubro de 2022) | Corrida final de duplas - Race to the WTA Finals (24 de outubro de 2022) | Corrida final de duplas - Race to the WTA Finals (24 de outubro de 2022) | Corrida final de duplas - Race to the WTA Finals (24 de outubro de 2022) |
| Pos.                                                                     | Jogadora                                                                 | Pontos                                                                   | Torneios                                                                 |
| ------------------------------------------------------------------------ | ------------------------------------------------------------------------ | ------------------------------------------------------------------------ | ------------------------------------------------------------------------ |
| 1ª                                                                       | Barbora Krejčíková Kateřina Siniaková                                    | 4.651                                                                    | 7                                                                        |
| 2ª                                                                       | Gabriela Dabrowski Giuliana Olmos                                        | 4.335                                                                    | 20                                                                       |
| 3ª                                                                       | Jessica Pegula Coco Gauff                                                | 4.086                                                                    | 9                                                                        |
| 4ª                                                                       | Elise Mertens Veronika Kudermetova                                       | 3.770                                                                    | 12                                                                       |
| 5ª                                                                       | Lyudmyla Kichenok Jeļena Ostapenko                                       | 3.745                                                                    | 16                                                                       |
| 6ª                                                                       | Xu Yifan Yang Zhaoxuan                                                   | 3.580                                                                    | 19                                                                       |
| 7ª                                                                       | Beatriz Haddad Maia Anna Danilina                                        | 3.235                                                                    | 12                                                                       |
| 8ª                                                                       | Demi Schuurs Desirae Krawczyk                                            | 3.180                                                                    | 15                                                                       |
| 9ª                                                                       | Nicole Melichar-Martinez Ellen Perez                                     | 3.160                                                                    | 13                                                                       |
| 10ª                                                                      | Caroline Garcia Kristina Mladenovic                                      | 2.560                                                                    | 3                                                                        |

| Ranking final de duplas (14 de novembro de 2022) | Ranking final de duplas (14 de novembro de 2022) | Ranking final de duplas (14 de novembro de 2022) | Ranking final de duplas (14 de novembro de 2022) | Ranking final de duplas (14 de novembro de 2022) | Ranking final de duplas (14 de novembro de 2022) | Ranking final de duplas (14 de novembro de 2022) | Ranking final de duplas (14 de novembro de 2022) | Ranking final de duplas (14 de novembro de 2022) |
| Pos.                                             | Jogadora                                         | Idade                                            | Pontos                                           | Torneios                                         | Pos. '21                                         | Maior                                            | Menor                                            | Variação                                         |
| ------------------------------------------------ | ------------------------------------------------ | ------------------------------------------------ | ------------------------------------------------ | ------------------------------------------------ | ------------------------------------------------ | ------------------------------------------------ | ------------------------------------------------ | ------------------------------------------------ |
| 1ª                                               | Kateřina Siniaková                               | 26                                               | 6.890                                            | 12                                               | 1                                                | 1                                                | 4                                                | Estável                                          |
| 2ª                                               | Veronika Kudermetova                             | 25                                               | 6.035                                            | 15                                               | 14                                               | 2                                                | 14                                               | 12                                               |
| 3ª                                               | Barbora Krejčíková                               | 26                                               | 5.937                                            | 10                                               | 2                                                | 2                                                | 8                                                | 1                                                |
| 4ª                                               | Coco Gauff                                       | 18                                               | 5.360                                            | 15                                               | 21                                               | 1                                                | 26                                               | 17                                               |
| 5ª                                               | Elise Mertens                                    | 26                                               | 5.310                                            | 16                                               | 4                                                | 1                                                | 9                                                | 1                                                |
| 5ª                                               | Jessica Pegula                                   | 28                                               | 5.160                                            | 16                                               | 50                                               | 3                                                | 51                                               | 44                                               |
| 7ª                                               | Gabriela Dabrowski                               | 30                                               | 4.740                                            | 21                                               | 7                                                | 4                                                | 11                                               | Estável                                          |
| 8ª                                               | Giuliana Olmos                                   | 29                                               | 4.650                                            | 23                                               | 18                                               | 7                                                | 22                                               | 10                                               |
| 9ª                                               | Lyudmyla Kichenok                                | 30                                               | 4.300                                            | 22                                               | 38                                               | 9                                                | 40                                               | 29                                               |
| 10ª                                              | Storm Sanders                                    | 28                                               | 4.265                                            | 15                                               | 30                                               | 8                                                | 30                                               | 20                                               |
| 11ª                                              | Anna Danilina                                    | 27                                               | 4.220                                            | 32                                               | 83                                               | 11                                               | 75                                               | 72                                               |
| 12ª                                              | Yang Zhaoxuan                                    | 27                                               | 4.180                                            | 21                                               | 48                                               | 11                                               | 75                                               | 36                                               |
| 13ª                                              | Beatriz Haddad Maia                              | 26                                               | 4.150                                            | 20                                               | 479                                              | 13                                               | 485                                              | 466                                              |
| 14ª                                              | Jeļena Ostapenko                                 | 25                                               | 4.020                                            | 17                                               | 23                                               | 7                                                | 30                                               | 9                                                |
| 15ª                                              | Xu Yifan                                         | 34                                               | 3.975                                            | 21                                               | 37                                               | 15                                               | 58                                               | 22                                               |
| 16ª                                              | Desirae Krawczyk                                 | 28                                               | 3.805                                            | 24                                               | 17                                               | 10                                               | 21                                               | 1                                                |
| 17ª                                              | Demi Schuurs                                     | 29                                               | 3.685                                            | 19                                               | 11                                               | 10                                               | 21                                               | 6                                                |
| 18ª                                              | Kristina Mladenovic                              | 29                                               | 3.650                                            | 11                                               | 24                                               | 12                                               | 232                                              | 6                                                |
| 19ª                                              | Nicole Melichar-Martinez                         | 29                                               | 3.645                                            | 19                                               | 12                                               | 9                                                | 37                                               | 7                                                |
| 20ª                                              | Ellen Perez                                      | 27                                               | 3.460                                            | 20                                               | 42                                               | 15                                               | 50                                               | 22                                               |

#### Número 1 do mundo
| Jogadora           | Ganhou o posto | Perdeu o posto |
| ------------------ | -------------- | -------------- |
| Kateřina Siniaková | antes de 2022  | 05/06/2022     |
| Elise Mertens      | 06/06/2022     | 14/08/2022     |
| Coco Gauff         | 15/08/2022     | 11/09/2022     |
| Kateřina Siniaková | 12/09/2022     | depois de 2022 |

## Distribuição de pontos
A distribuição de pontos para a temporada de 2022 foi definida:
| Categoria              | T      | F      | SF  | QF                                                  | R16                                                 | R32                                                 | R64                                                 | R128                                                | Q                                                   | Q3                                                  | Q2                                                  | Q1                                                  |
| ---------------------- | ------ | ------ | --- | --------------------------------------------------- | --------------------------------------------------- | --------------------------------------------------- | --------------------------------------------------- | --------------------------------------------------- | --------------------------------------------------- | --------------------------------------------------- | --------------------------------------------------- | --------------------------------------------------- |
| Grand Slam (S)†        | 2000   | 1300   | 780 | 430                                                 | 240                                                 | 130                                                 | 70                                                  | 10                                                  | 40                                                  | 30                                                  | 20                                                  | 2                                                   |
| Grand Slam (D)†        | 2000   | 1300   | 780 | 430                                                 | 240                                                 | 130                                                 | 10                                                  | –                                                   | –                                                   | –                                                   | –                                                   | –                                                   |
| WTA Finals (S/D)§      | 750+FG | 330+FG | FG  | Fase de grupos (FG): 125 por vitória + 125 por jogo | Fase de grupos (FG): 125 por vitória + 125 por jogo | Fase de grupos (FG): 125 por vitória + 125 por jogo | Fase de grupos (FG): 125 por vitória + 125 por jogo | Fase de grupos (FG): 125 por vitória + 125 por jogo | Fase de grupos (FG): 125 por vitória + 125 por jogo | Fase de grupos (FG): 125 por vitória + 125 por jogo | Fase de grupos (FG): 125 por vitória + 125 por jogo | Fase de grupos (FG): 125 por vitória + 125 por jogo |
| WTA 1000 (96S, 48Q)    | 1000   | 650    | 390 | 215                                                 | 120                                                 | 65                                                  | 35                                                  | 10                                                  | 30                                                  | –                                                   | 20                                                  | 2                                                   |
| WTA 1000 (64/60S, 32Q) | 1000   | 650    | 390 | 215                                                 | 120                                                 | 65                                                  | 10                                                  | –                                                   | 30                                                  | –                                                   | 20                                                  | 2                                                   |
| WTA 1000 (28/32D)      | 1000   | 650    | 390 | 215                                                 | 120                                                 | 10                                                  | –                                                   | –                                                   | –                                                   | –                                                   | –                                                   | –                                                   |
| WTA 1000 (56S, 64Q)    | 900    | 585    | 350 | 190                                                 | 105                                                 | 60                                                  | 1                                                   | –                                                   | 30                                                  | 22                                                  | 15                                                  | 1                                                   |
| WTA 1000 (56S, 48/32Q) | 900    | 585    | 350 | 190                                                 | 105                                                 | 60                                                  | 1                                                   | –                                                   | 30                                                  | –                                                   | 20                                                  | 1                                                   |
| WTA 1000 (28D)         | 900    | 585    | 350 | 190                                                 | 105                                                 | 1                                                   | –                                                   | –                                                   | –                                                   | –                                                   | –                                                   | –                                                   |
| WTA 1000 (16D)         | 900    | 585    | 350 | 190                                                 | 1                                                   | –                                                   | –                                                   | –                                                   | –                                                   | –                                                   | –                                                   | –                                                   |
| WTA 500 (56S)          | 470    | 305    | 185 | 100                                                 | 55                                                  | 30                                                  | 1                                                   | –                                                   | 25                                                  | –                                                   | 13                                                  | 1                                                   |
| WTA 500 (32S)          | 470    | 305    | 185 | 100                                                 | 55                                                  | 1                                                   | –                                                   | –                                                   | 25                                                  | 18                                                  | 13                                                  | 1                                                   |
| WTA 500 (16D)          | 470    | 305    | 185 | 100                                                 | 1                                                   | –                                                   | –                                                   | –                                                   | –                                                   | –                                                   | –                                                   | –                                                   |
| WTA 250 (32S, 32Q)     | 280    | 180    | 110 | 60                                                  | 30                                                  | 1                                                   | –                                                   | –                                                   | 18                                                  | 14                                                  | 10                                                  | 1                                                   |
| WTA 250 (32S, 16Q)     | 280    | 180    | 110 | 60                                                  | 30                                                  | 1                                                   | –                                                   | –                                                   | 18                                                  | –                                                   | 12                                                  | 1                                                   |
| WTA 250 (16D)          | 280    | 180    | 110 | 60                                                  | 1                                                   | –                                                   | –                                                   | –                                                   | –                                                   | –                                                   | –                                                   | –                                                   |

† Não aplicável ao Torneio de Wimbledon, que não ofereceu pontos em 2022.

§ O Media Guide, que saiu no começo do ano, possui pontuação de duplas conflitante do Finals: informa números como se a chave não tivesse fase de grupos. A informação foi corrigida para a do Match Notes, que foi publicado no mês do evento.

## Aposentadorias
Notáveis tenistas (campeãs de pelo menos um torneio do circuito WTA e/ou top 100 no ranking de simples ou duplas por pelo menos uma semana) que anunciaram o fim de suas carreiras profissionais durante a temporada de 2022:
Legenda:
- (V) vencedora; (F) finalista; (SF) semifinalista: (QF) quadrifinalista; (#R) derrotada na #ª fase da chave principal; (Q#) derrotada na #ª fase do qualificatório;

- (AO) Australian Open; (RG) Roland Garros; (WC) Wimbledon; (USO) US Open;

- (S) simples; (D) duplas; (DM) duplas mistas.

| 87ª | S | 30/09/2019 |

| 4R | USO | 2019 | S |

| 52ª | S | 03/07/2017 |
| 28ª | D | 22/02/2016 |

| 2 | S |
| 8 | D |

| QF | RG  | 2018 | D |
| QF | USO | 2015 | D |

| 1ª | S | 24/06/2019 |
| 5ª | D | 21/05/2018 |

| 15 | S |
| 12 | D |

| V | AO  | 2022 | S |
| V | RG  | 2019 | S |
| V | WC  | 2021 | S |
| V | USO | 2018 | D |

| 35ª | S | 14/08/2017 |

| QF | WC | 2017 | D |

| 73ª | S | 07/08/2017 |
| 85ª | D | 19/09/2016 |

| 1 | D |

| 4R | RG | 2017 | S |

| 1ª | S | 11/08/2003 |
| 1ª | D | 04/08/2003 |

| 41 | S |
| 11 | D |

| V | AO  | 2011           | S |
| V | RG  | 2003           | D |
| V | WC  | 2003           | D |
| V | USO | 2005 2009 2010 | S |

| 41ª | S | 06/05/2011 |
| 4ª  | D | 06/06/2022 |

| 26 | D  |
| 1  | DM |

| V | RG   | 2011 | D |
| V | 2013 | DM   |   |
| V | USO  | 2013 | D |

| 1ª  | S | 11/08/2008 |
| 19ª | D | 09/06/2014 |

| 15 | S  |
| 2  | D  |
| 1  | DM |

| V | WC | 2007 | DM |

| 58ª | D | 02/05/2016 |

| 1 | D |

| 3R | RG | 2015 | D |

| 72ª | D | 03/02/2020 |

| 1 | D |

| 2R | RG | 2020 | D |

| 24ª | S | 20/08/2012 |
| 35ª | D | 09/01/2017 |

| 1 | S |
| 2 | D |

| SF | USO | 2018 | DM |

| 66ª | S | 17/09/2012 |
| 47ª | D | 29/04/2013 |

| 2 | D |

| 3R | WC  | 2012      | D |
| 3R | USO | 2010 2012 | S |

| 32ª | S | 18/08/2014 |

| 1 | S |

| 3R | AO  | 2014      | S |
| 3R | USO | 2013 2017 | S |

| 70ª | S | 24/04/2017 |

| 2R | USO | 2017 | S |

| 14ª | S | 22/08/2011 |
| 1ª  | D | 17/02/2014 |

| 2  | S |
| 23 | D |

| V | RG | 2014 | D |
| V | WC | 2013 | D |

| 26ª | S | 07/11/2005 |
| 1ª  | D | 04/07/2011 |

| 1  | S |
| 36 | D |

| V | WC | 2011 | D |

| 9ª  | S | 10/10/2011 |
| 46ª | D | 14/07/2014 |

| 7 | S |
| 1 | D |

| SF | WC | 2014 | D |

| 27ª | S | 26/09/2016 |

| 2 | S |

| 4R | WC | 2013 | S |

| 27ª | S | 08/07/2013 |
| 82ª | D | 17/03/2014 |

| QF | AO | 2010 | D |

| 58ª | S | 10/09/2012 |
| 3ª  | D | 22/10/2012 |

| 27 | D  |
| 1  | DM |

| V | RG  | 2011 | D |
| V | USO | 2013 | D |
| V | DM  | 2013 |   |

| 11ª | S | 15/10/2018 |
| 56ª | D | 17/12/2018 |

| 4 | S |

| SF | USO | 2018 | S |

| 63ª | D | 17/04/2017 |

| 3 | D |

| 2R | WC | 2017 | D |

| 20ª | S | 07/08/2006 |
| 1ª  | D | 04/07/2011 |

| 4  | S  |
| 39 | D  |
| 5  | DM |

| V | AO  | 2011           | DM |
| V | RG  | 1999 2006 2010 | DM |
| V | WC  | 2011           | D  |
| V | USO | 2003           | DM |

| 42ª  | S | 11/11/2013 |
| 100ª | D | 05/05/2015 |

| 3R | RG | 2013 | S |
| 3R | WC | 2014 | D |

| 1ª | S | 08/07/2002 |
| 1ª | D | 21/06/2010 |

| 73 | S  |
| 23 | D  |
| 2  | DM |

| V | AO                            | 2003 2005 2007 2009 2010 2015 2017 | S |
| V | 2001 2003 2009 2010           | D                                  |   |
| V | RG                            | 2002 2013 2015                     | S |
| V | 1999 2010                     | D                                  |   |
| V | WC                            | 2002 2003 2009 2010 2012 2015 2016 | S |
| V | 2000 2002 2008 2009 2012 2016 | D                                  |   |
| V | 1998                          | DM                                 |   |
| V | USO                           | 1999 2002 2008 2012 2013 2014      | D |
| V | 1999 2009                     | D                                  |   |
| V | 1998                          | DM                                 |   |

## Prêmios
Os vencedores do WTA Awards de 2022 foram anunciados em dezembro.
- Jogadora do ano:  Iga Świątek;
- Dupla do ano:  Barbora Krejčíková /  Kateřina Siniaková;
- Jogadora que mais evoluiu:  Beatriz Haddad Maia;
- Revelação do ano:  Zheng Qinwen;
- Retorno do ano:  Tatjana Maria;
- Treinador do ano:  David Witt ( Jessica Pegula).

- Peachy Kellmeyer Player Service:  Gabriela Dabrowski;
- Esportividade Karen Krantzcke:  Ons Jabeur;
- Jerry Diamond Aces:  Maria Sakkari;
- Georgina Clark Mother:  Mary Carillo.

Torneios do ano:
- WTA 1000:  Indian Wells;
- WTA 500:  Charleston;
- WTA 250:  Cluj-Napoca.